# Chasqui-1
Chasqui-1 ist ein peruanischer Amateurfunksatellit der Universidad Nacional de Ingeniería in Lima. Die Bezeichnung Chasqui  ist quechua und bedeutet „Bote“. Er ist der erste peruanische Satellit im Erdorbit.

## Aufbau und Mission

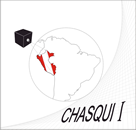
Logo des Projekts

Chasqui-1 wurde von Studenten der Universität in Zusammenarbeit mit der ESA entwickelt.
Die Intention des Satelliten ist die Weiterentwicklung der Cubesat-Technologie durch Implementierung von Nanotechnologie sowie die Aufnahme von Bildern und deren Übertragung zur Erde.
Chasqui-1 beruht auf dem CubeSat-Standard und besteht aus einer Einheit (1U). Er hat die Abmessungen 10 cm × 10 cm × 10 cm und wiegt etwa 1 kg.
Er wurde am 18. August 2014 um 14:23 UTC von der Internationalen Raumstation ISS während der 2. EVA der ISS-Expedition 40 ausgesetzt, nachdem er am 5. Februar mit einem Progress-Raumtransporter vom Kosmodrom Baikonur gestartet war.
Der Satellit enthält eine Funkbake, welche auf der Frequenz 435,025 MHz in 1200 Baud AFSK, AX.25 oder 9600 Baud GMSK sendet.
Da Chasqui-1 als Subsatellit der ISS angesehen wird, erhielt er mit 1998-067ET eine COSPAR-Bezeichnung, die von der der ISS abgeleitet wurde, und in der das Startjahr 1998 der ISS enthalten ist.